# Asphodelus albus
Asphodelus albus (Асфодель білий) — вид квіткових рослин родини ксантореєві (Xanthorrhoeaceae). лат. albus — «білий»

## Опис
Росте висотою 50–120 см. Стебло підтримується м'ясистим, потовщеним коренем. Кореневища і бульби отруйні. Листя, що виходить з основи стебла, має жолобоподібну форму і сірувате (вкрите восковим покриттям), близько 20–22 мм в ширину і 50–70 см довжиною. Білі квіти гермафродитні воронкоподібні, 4 см діаметром з шістьма подовженими пелюстками виробляються в період з квітня по червень. Плоди — яйцеподібні жовто-зелені капсули, як правило, 8–10 мм завдовжки, розташовані на коротких черешках.

## Поширення
Вид зазвичай знаходиться на луках і пустках в центральній Іспанії, в Гібралтарі, на південному заході Франції, по південних Альпах і до західної частини Балкан; росте до висоти 2000 метрів. Він також знаходиться на африканському континенті, в основному, в лівійській території. Ґрунти переважно з високим вмістом вапна.

## Галерея

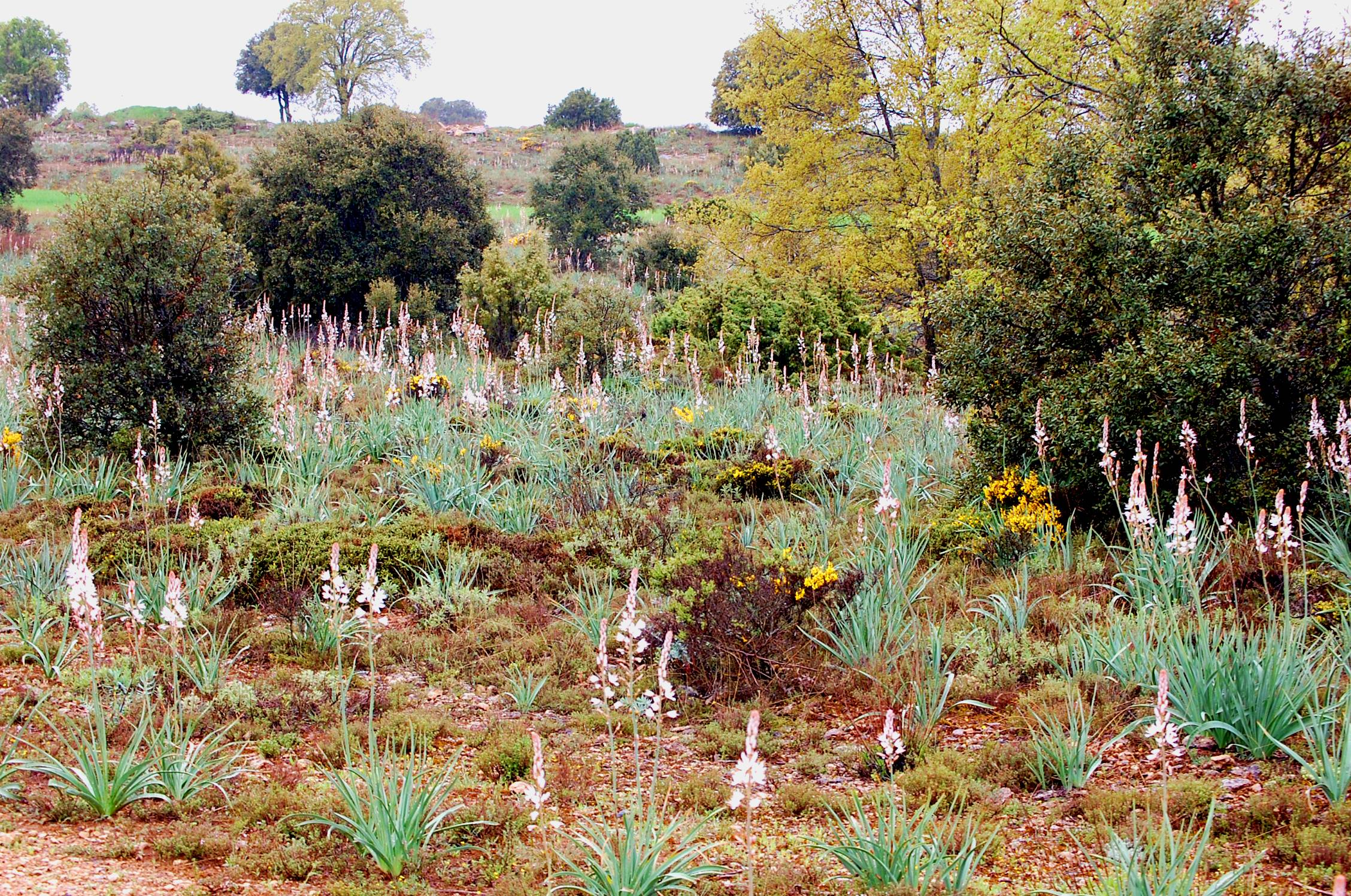
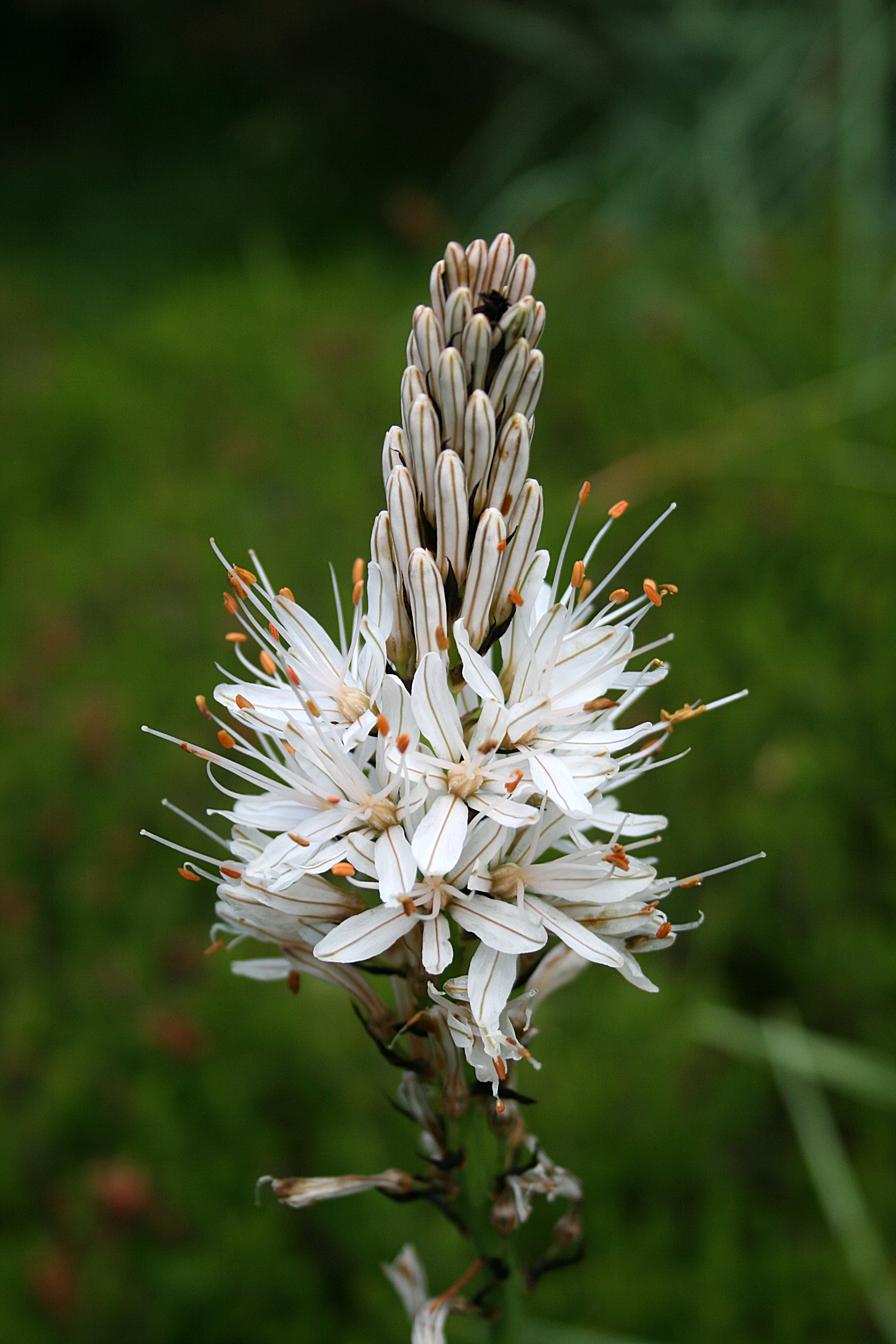
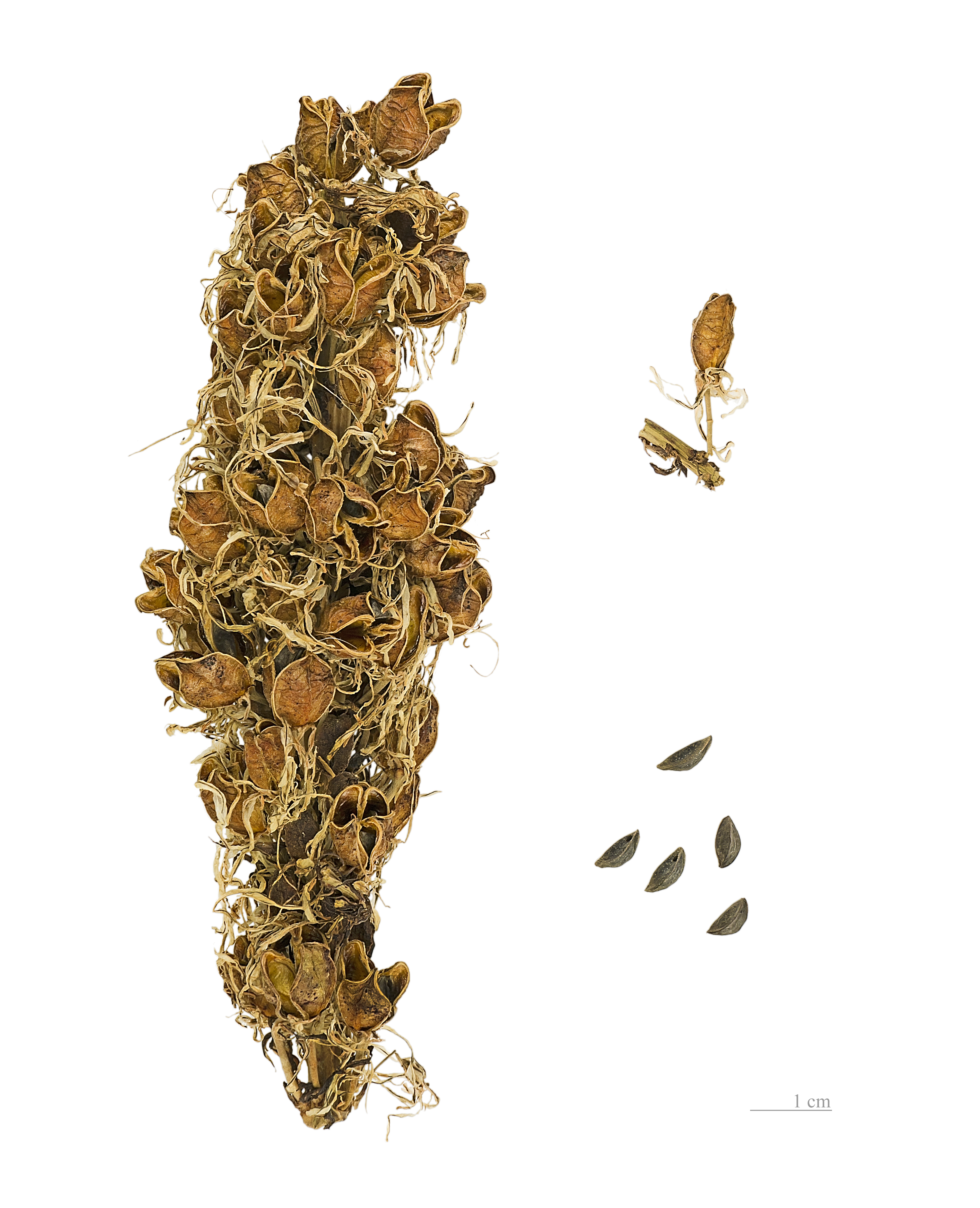